# Skohalvön

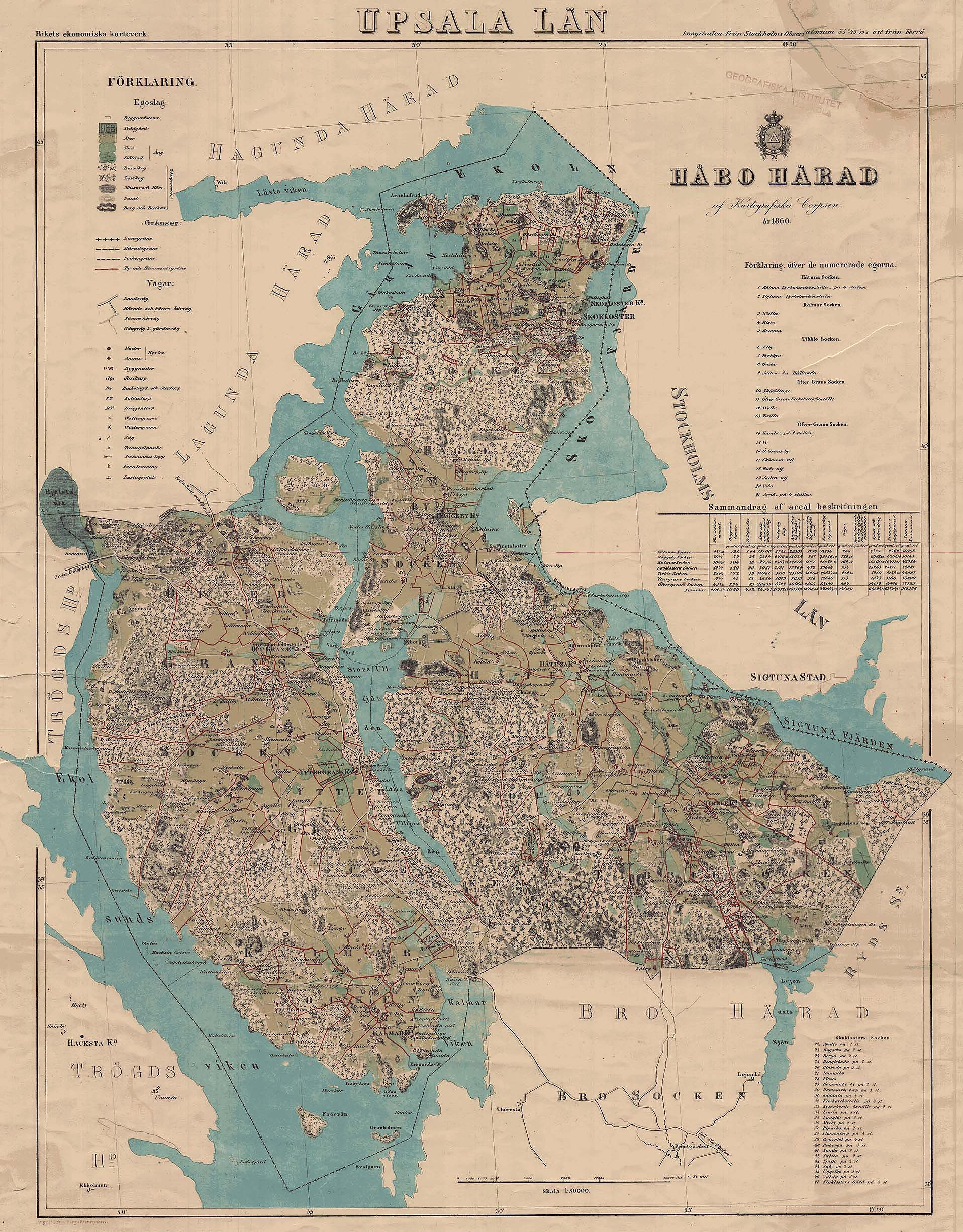
Håbo härad år 1862 med Skohalvön i norr.

Skohalvön utgör nordligaste delen av Håbo kommun. I norr avgränsas halvön av Ekoln. I öster avgränsas den av Skofjärden och i väster av Gorran. Ekoln, Skofjärden och Gorran är nordliga delar av Mälaren. 
Skohalvön har varit befolkad sedan urminnes tider, men någon gång på 1100-talet uppstod ett maktcentrum på halvön. Bevarade resultat av detta är Flasta kyrkoruin och Skoklosters kyrka. Skoklosters socken upptar norra delen av halvön, Häggeby socken den södra. På halvön finns två mindre tätorter, Söderskogen och Slottsskogen. Vid Skoklosters slott finns ett värdshus och ett 2007 sålt och flyttat motormuseum. Tidigare hölls Skoklosterspelen varje år. Halvön har såväl öppen odlingsbygd som skogsmark. I nordväst ligger Arnöhuvud.